# Phil Taylor
Phil Taylor, lépe známý jako „Philthy Animal“ Taylor nebo „Philthy“ Phil Taylor (21. září 1954 – 11. listopadu 2015) byl profesionální bubeník z města Chesterfield v Anglii.
Jde o původního bubeníka heavymetalové skupiny Motörhead mezi lety 1975–1984 a 1987-1992.
Zemřel 11. listopadu 2015 po nemoci.

## Diskografie

### Motörhead
- On Parole (1975/1979)
- Motörhead (1977)
- Overkill (1979)
- Bomber (1979)
- Ace of Spades (1980)
- No Sleep 'til Hammersmith (1981)
- Iron Fist (1982)
- Another Perfect Day (1983)
- Rock 'n' Roll (1987)
- 1916 (1991)
- March ör Die (1992)